# Werner Seidl
Werner Robert Seidl (* 30. März 1914 in Feldkirchen bei Graz; † 31. Juli 1941 in der Sowjetunion) war ein österreichischer Bildhauer.

## Biographie

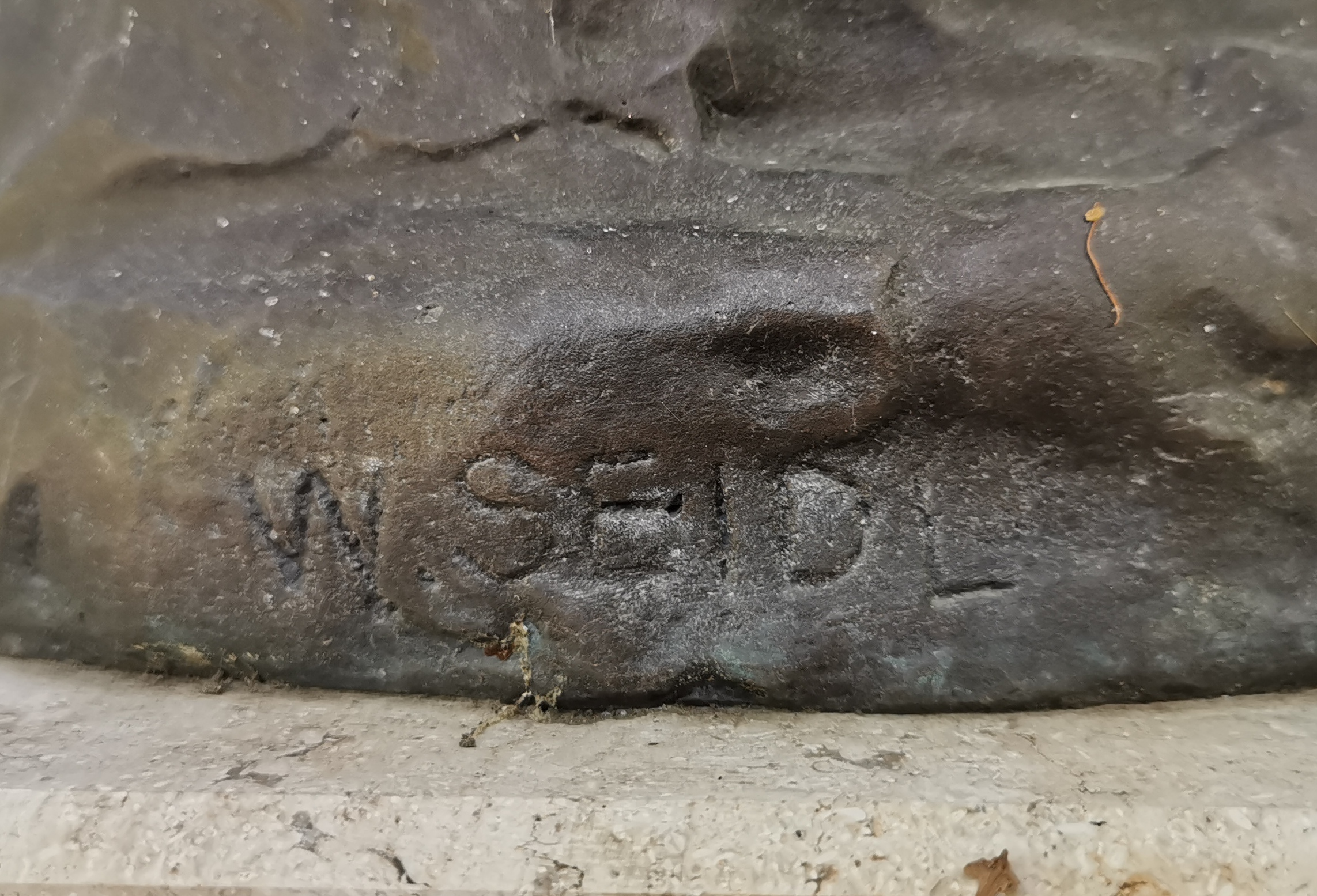
Signatur „W. SEIDL“ an der Grazer Mozartbüste

Werner Seidl wurde am 30. März 1914 als Sohn von Julius Demetrius Seidl, technischer Beamter der Brauerei Puntigam, und dessen Ehefrau Maria (auch Marie genannt; geborene Klomser) in der südlich von Graz gelegenen Marktgemeinde Feldkirchen geboren. Die Familie lebte zu diesem Zeitpunkt in der Ortschaft Wagram bei Feldkirchen. Seine Eltern hatten am 21. April 1913 in der Grazer Herz-Jesu-Kirche geheiratet. Der Großvater väterlicherseits war Gustav Seidl, Bahnbeamter in Steyr, und der Großvater mütterlicherseits war Franz Klomser, Oberinspektor bei der k. k. Finanzlandesdirektion in Graz. Nach dem Besuch der Landesoberrealschule besuchte er ab 1929 für vier Jahre die Grazer Kunstgewerbeschule (Ortweinschule), wo ihn Wilhelm Gösser unterrichtete. Seidl trat zum 11. Dezember 1930 der NSDAP beigetreten (Mitgliedsnummer 362.607), wurde aber Juli 1932 ausgeschlossen. In dieser Zeit schloss er sich auch der SS an (SS-Nummer 6.785). Nach einer kurzfristigen Anstellung bei einem Grazer Bildhauer setzte Seidl seine künstlerische Ausbildung in den Jahren 1933 und 1934 an der Akademie der bildenden Künste in Wien bei Anton Hanak fort. Nach dessen überraschendem Tod kehrte er an die Grazer Ortweinschule (damals „Bundeslehranstalt für das Baufach“) zurück.
Nach Ende seiner Ausbildung blieb Seidl als freischaffender Künstler in Graz. 1934 wurde er Mitglied der Sezession Graz, in deren Ausstellungen er bis 1940 seine Werke präsentierte. Neben Ausstellungen in Graz war Seidl unter anderem 1936 auf einer Ausstellung des Hagenbundes in Wien vertreten. In diesem Jahr heiratete er auch am 4. Juli 1936 in der Herz-Jesu-Kirche, in der bereits seine Eltern geheiratet hatten, seine Frau Renate Elisabeth (geborene Nösslböck; * 5. Juli 1913), die ebenfalls Kunstgewerblerin war. Aus der Ehe entstammt die Tochter Siegrid (* 20. März 1939). Sein Schwiegervater war der Staatsarchivar und Grazer Landesarchivdirektor Ignaz Nösslböck (1881–1945). Rund zwei Jahre nach der Heirat trat Seidl am 21. Juni 1938 aus der katholischen Kirche aus.
Seine Werke wurden sehr positiv wahrgenommen, zeitgenössische Kritiken bescheinigten dem Künstler großes Talent und eine vielversprechende Karriere.
Seidl fiel 1941 im Alter von 27 Jahren als Soldat an der Ostfront. Unmittelbar davor war er als Professor für die nunmehrige Meisterschule des deutschen Handwerks in Graz vorgeschlagen worden. Die „Kameradschaft Steirischer Künstler“ gedachte Seidls (posthum als eine der stärksten bildhauerischen Kräfte, über die die Steiermark verfügte gerühmt) sowie seiner Künstlerkollegen Paul Scholz und Igo Klemencic im Dezember 1941 mit einer Ausstellung im Joanneum.

## Werke
Werner Seidl schuf vorrangig Figuren und Porträts bedeutender Persönlichkeiten seiner Zeit, darunter Johannes Ude, Hanns Holenia und Leo Fellinger. 1935 erhielt er für ein Monumentalporträt seines Lehrers Anton Hanak den Österreichischen Staatspreis. Die Aktfigur Der große Friede sowie eine ursprünglich für das Salzburger Mozarteum bestimmte Büste des Komponisten wurden von der Stadt Graz angekauft. Diese stellte die Mozartbüste 1936 im Grazer Stadtpark auf, wo sie sich bis heute befindet. Seine Werke sind durch Klarheit und Feingefühl in Aufbau und Ausdruck charakterisiert.
Seidl verstand es, sich mit den politischen Umständen seiner Zeit zu arrangieren. 1935 schuf er eine Büste des im vorherigen Jahr (nach den Februarkämpfen 1934 und des folgenden Verbots der sozialdemokratischen Partei) abgesetzten Bürgermeisters Vinzenz Muchitsch. Im nunmehrigen Ständestaat erhielt er den Auftrag für ein lebensgroßes Denkmal des Bundeskanzlers Engelbert Dollfuß. Unmittelbar nach dem Anschluss Österreichs schuf er für die Ausstellung „Kunst und Handwerk“ in Graz eine Büste Adolf Hitlers.

Einige Werke
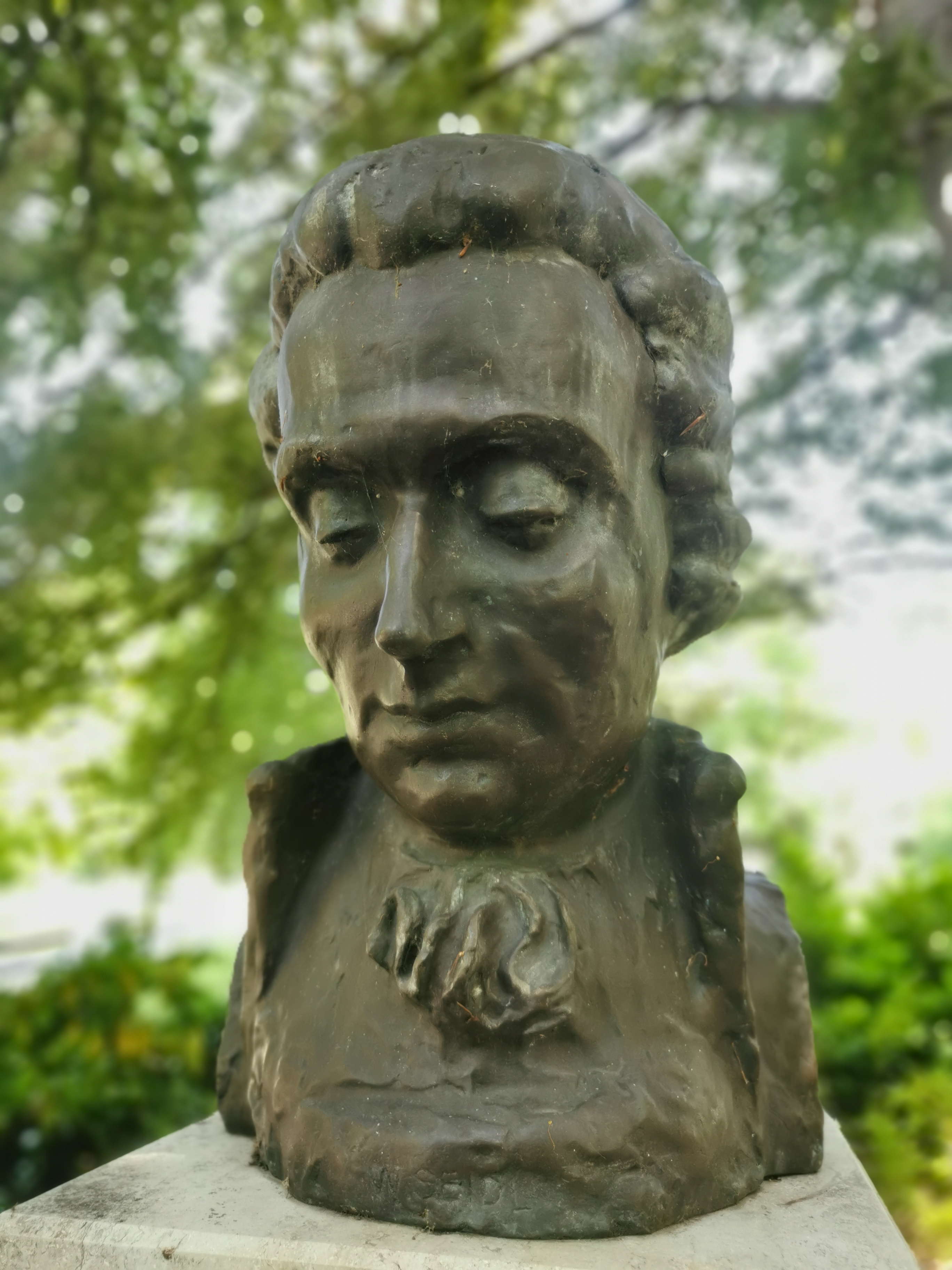
Mozartbüste im Grazer Stadtpark
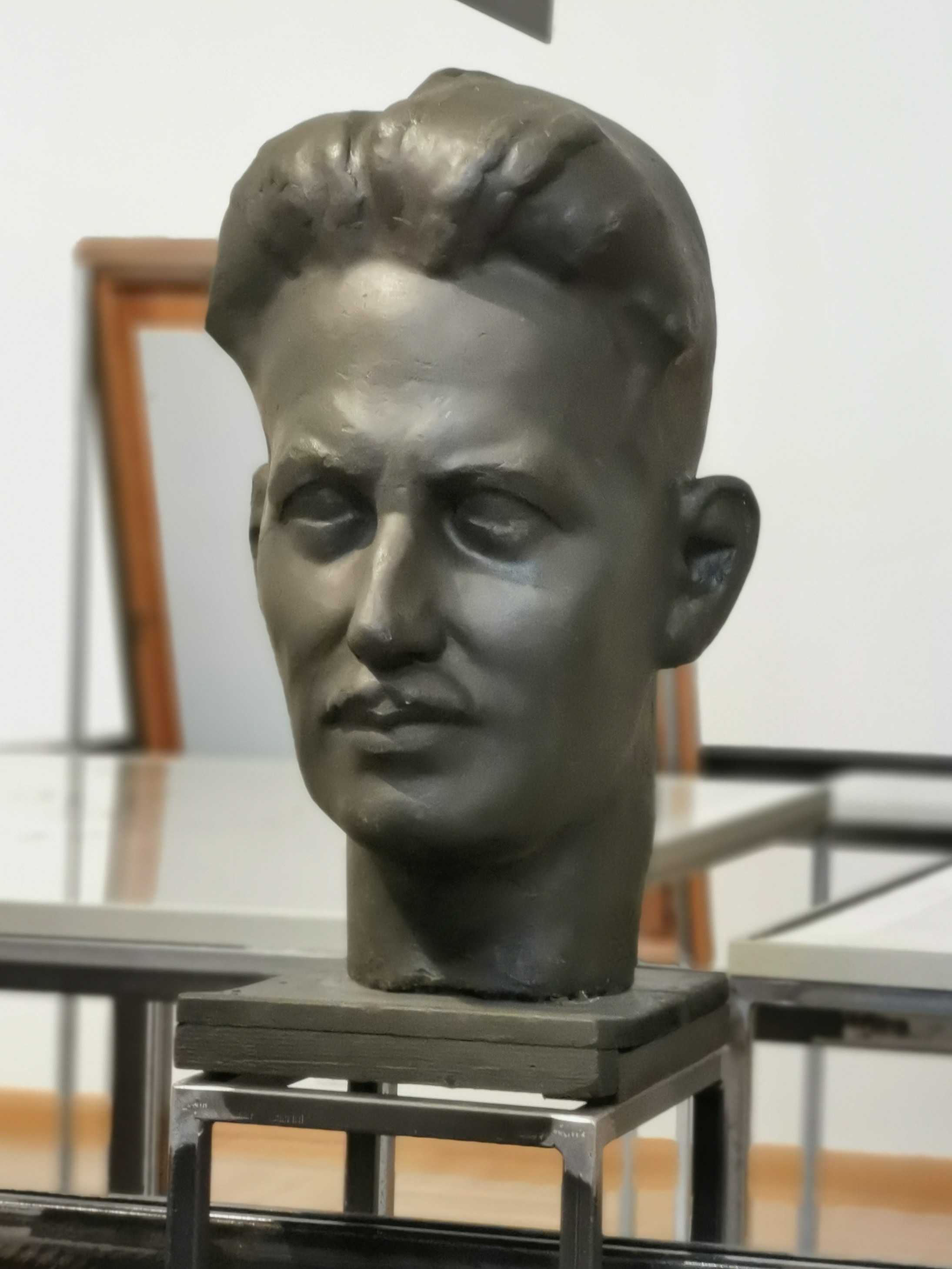
Büste von Vinzenz Muchitsch, ausgestellt im GrazMuseum
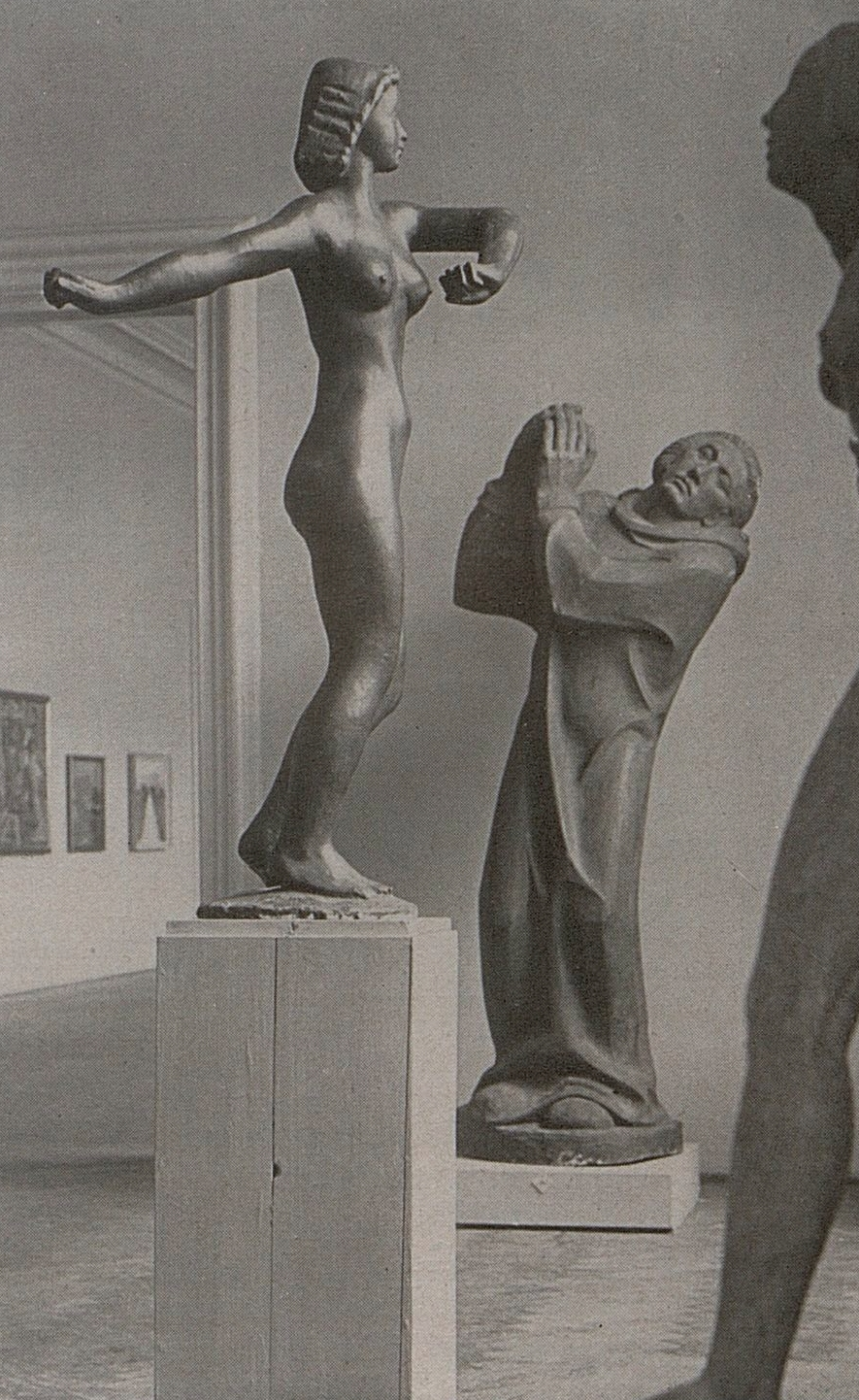
„Tänzerin“ bei der Ausstellung „Kunst und Handwerk“ 1938, daneben „Stefanus“ von Hans Mauracher
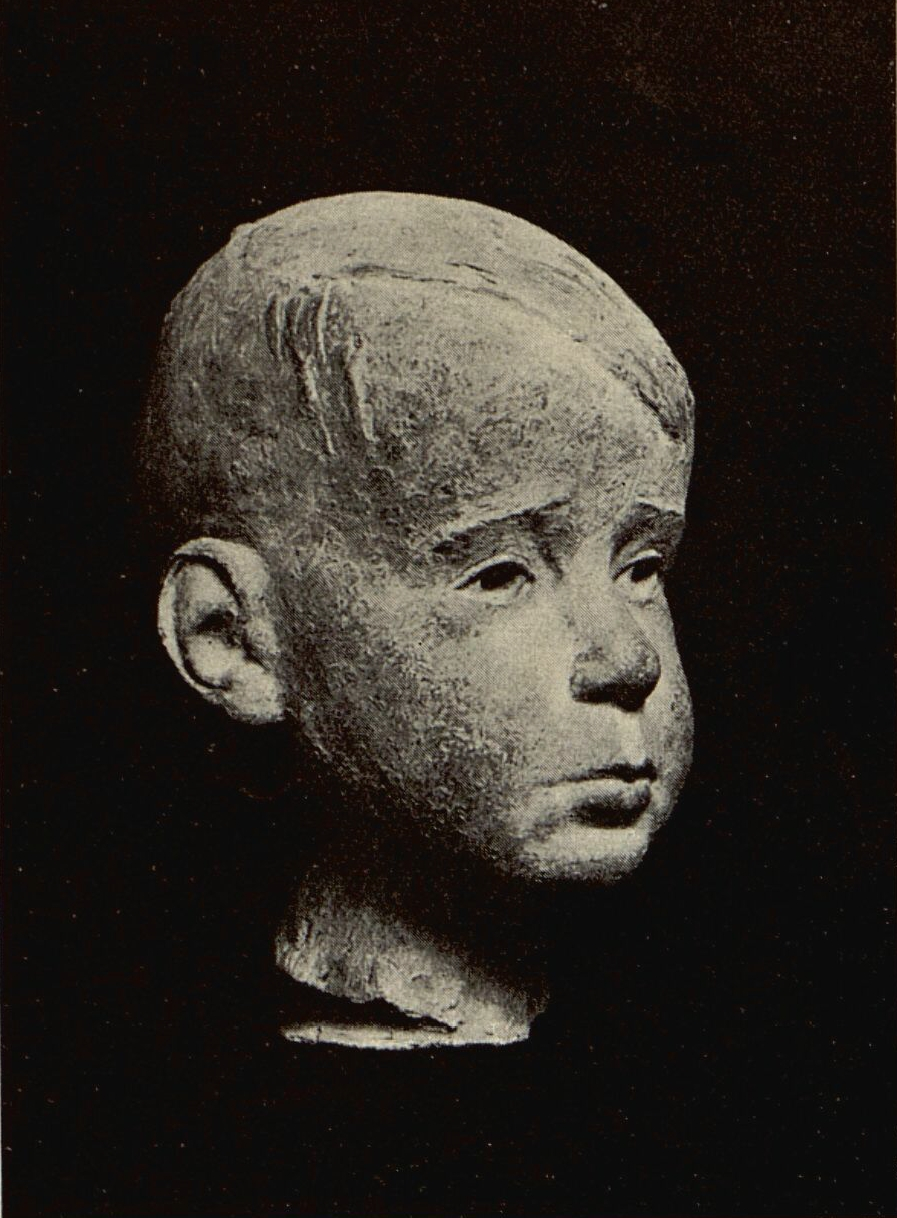
„Söhnchen des Direktors Dr. Steiner“
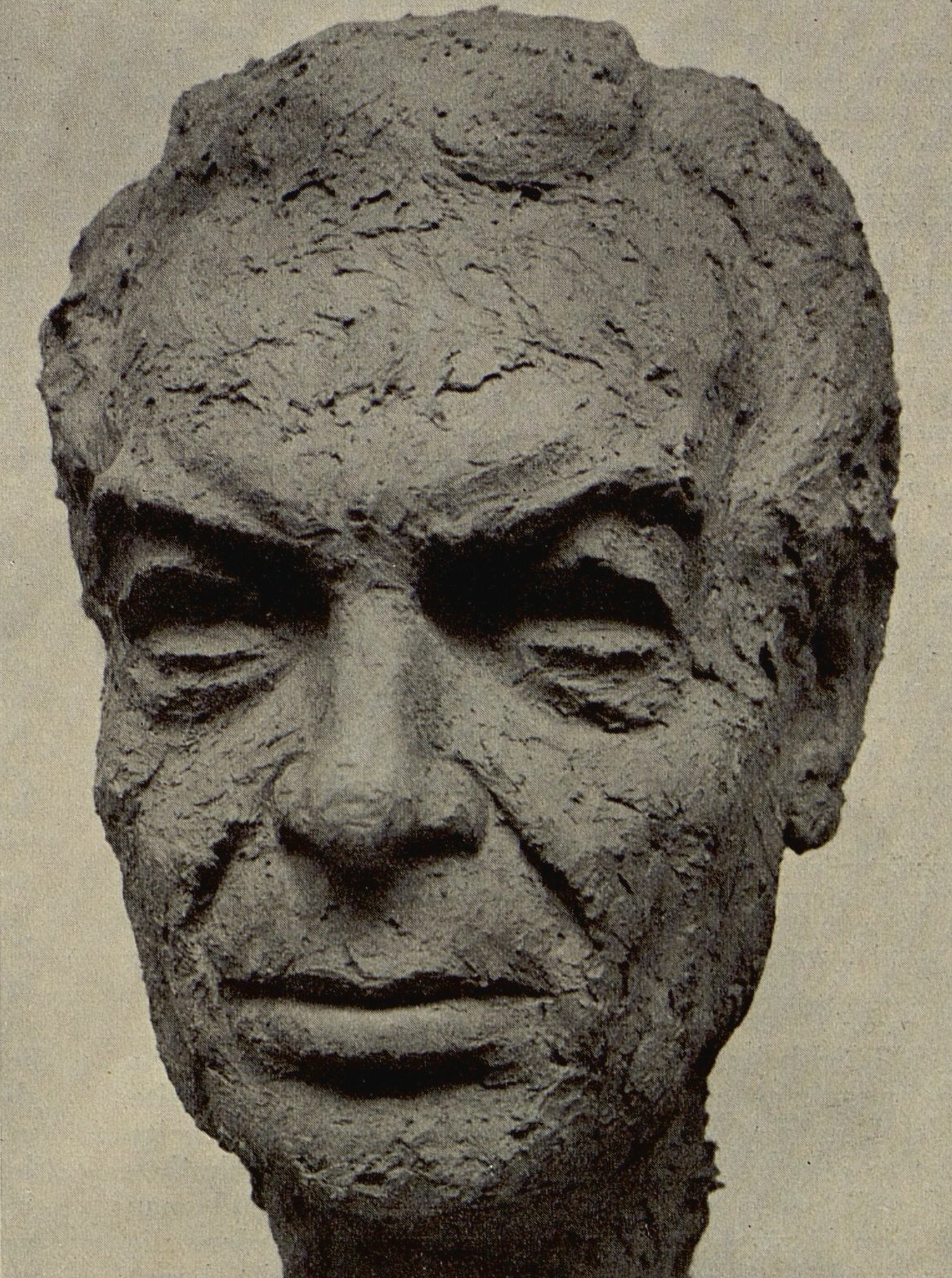
„Porträt Lamberger“